# Temporada 2009-2010 del Reial Mallorca

## Plantilla
| N. | Pos. | Nac. | Jugador         |
| -- | ---- | --- | --------------- |
| 1  | POR  | [[Fitxer:Flag of Argentina.svg\|23x15px\|border \|alt=Argentina\|link=Selecció de futbol de l'Argentina\|{{#if:\|]]                                 | Germán Lux      |
| 2  | DEF  | [[Fitxer:Flag of Brazil.svg\|23x15px\|border \|alt=Brasil\|link=Selecció de futbol del Brasil\|{{#if:\|]]                                           | Felipe Mattioni |
| 3  | DEF  | [[Fitxer:Flag of Andalucía.svg\|23x15px\|border \|alt=Andalusia\|link=Selecció de futbol d'Andalusia\|{{#if:\|]]                                    | Josemi González |
| 4  | DEF  | [[Fitxer:Flag of the Balearic Islands.svg\|23x15px\|border \|alt=Illes Balears\|link=Selecció de futbol de les Illes Balears\|{{#if:\|]]            | Iván Ramis      |
| 5  | DEF  | [[Fitxer:Flag of Galicia.svg\|23x15px\|border \|alt=Galícia\|link=Selecció de futbol de Galícia\|{{#if:\|]]                                         | Rubén González  |
| 6  | MIG  | [[Fitxer:Flag of the Community of Madrid.svg\|23x15px\|border \|alt=Comunitat de Madrid\|link=Selecció de futbol de Comunitat de Madrid\|{{#if:\|]] | Mario Suárez    |
| 7  | MIG  | [[Fitxer:Flag of Andalucía.svg\|23x15px\|border \|alt=Andalusia\|link=Selecció de futbol d'Andalusia\|{{#if:\|]]                                    | Fernando Varela |
| 8  | MIG  | [[Fitxer:Flag of the Community of Madrid.svg\|23x15px\|border \|alt=Comunitat de Madrid\|link=Selecció de futbol de Comunitat de Madrid\|{{#if:\|]] | Óscar Díaz      |
| 9  | DAV  | [[Fitxer:Flag of Cameroon.svg\|23x15px\|border \|alt=Camerun\|link=Selecció de futbol del Camerun\|{{#if:\|]]                                       | Pierre Webó     |
| 10 | MIG  | [[Fitxer:Flag of the Community of Madrid.svg\|23x15px\|border \|alt=Comunitat de Madrid\|link=Selecció de futbol de Comunitat de Madrid\|{{#if:\|]] | Julio Álvarez   |
| 11 | MIG  | [[Fitxer:Flag of Uruguay.svg\|23x15px\|border \|alt=Uruguai\|link=Selecció de futbol de l'Uruguai\|{{#if:\|]]                                       | Chori Castro    |
| 13 | POR  | [[Fitxer:Flag of Israel.svg\|23x15px\|border \|alt=Israel\|link=Selecció de futbol d'Israel\|{{#if:\|]]                                             | Dudu Aouate     |

| N. | Pos. | Nac. | Jugador          |
| -- | ---- | --- | ---------------- |
| 14 | DAV  | [[Fitxer:Flag of Guinea.svg\|23x15px\|border \|alt=Guinea\|link=Selecció de futbol de Guinea\|{{#if:\|]]                                            | Alhassane Keita  |
| 15 | DAV  | [[Fitxer:Flag of the Balearic Islands.svg\|23x15px\|border \|alt=Illes Balears\|link=Selecció de futbol de les Illes Balears\|{{#if:\|]]            | Tuni             |
| 16 | DEF  | [[Fitxer:Flag of Portugal.svg\|23x15px\|border \|alt=Portugal\|link=Selecció de futbol de Portugal\|{{#if:\|]]                                      | Nunes            |
| 17 | DEF  | [[Fitxer:Flag of the Canary Islands.svg\|23x15px\|border \|alt=Illes Canàries\|link=Selecció de futbol d'Illes Canàries\|{{#if:\|]]                 | Ayoze Díaz       |
| 18 | DAV  | [[Fitxer:Flag of the Balearic Islands.svg\|23x15px\|border \|alt=Illes Balears\|link=Selecció de futbol de les Illes Balears\|{{#if:\|]]            | Víctor Casadesús |
| 19 | MIG  | [[Fitxer:Flag of the Balearic Islands.svg\|23x15px\|border \|alt=Illes Balears\|link=Selecció de futbol de les Illes Balears\|{{#if:\|]]            | Pep Lluís Martí  |
| 20 | MIG  | [[Fitxer:Flag of Uruguay.svg\|23x15px\|border \|alt=Uruguai\|link=Selecció de futbol de l'Uruguai\|{{#if:\|]]                                       | Paulo Pezzolano  |
| 21 | DAV  | [[Fitxer:Flag of the Basque Country.svg\|23x15px\|border \|alt=País Basc\|link=Selecció de futbol del País Basc\|{{#if:\|]]                         | Aritz Aduriz     |
| 22 | MIG  | [[Fitxer:Flag of Portugal.svg\|23x15px\|border \|alt=Portugal\|link=Selecció de futbol de Portugal\|{{#if:\|]]                                      | Bruno China      |
| 23 | DEF  | [[Fitxer:Flag of Andalucía.svg\|23x15px\|border \|alt=Andalusia\|link=Selecció de futbol d'Andalusia\|{{#if:\|]]                                    | Enrique Corrales |
| 24 | MIG  | [[Fitxer:Flag of the Community of Madrid.svg\|23x15px\|border \|alt=Comunitat de Madrid\|link=Selecció de futbol de Comunitat de Madrid\|{{#if:\|]] | Borja Valero     |
| 30 | POR  | [[Fitxer:Flag of the Canary Islands.svg\|23x15px\|border \|alt=Illes Canàries\|link=Selecció de futbol d'Illes Canàries\|{{#if:\|]]                 | Nauzet           |

Els equips espanyols estan limitats a tenir en la plantilla un màxim de tres jugadors sense passaport de la Unió Europea. La llista inclou només la principal nacionalitat de cada jugador; alguns jugadors no europeus tenen doble nacionalitat d'algun país de la UE: 
- Germán Lux té passaport italià
- Dudu Aouate té passaport francès
- Felipe Mattioni té passaport italià
- Webó té passaport espanyol

### Jugadors cedits a altres equips
| N. | Pos. | Nac. | Jugador                                 |
| -- | ---- | --- | --------------------------------------- |
| –– | MIG  | [[Fitxer:Flag of the Balearic Islands.svg\|23x15px\|border \|alt=Illes Balears\|link=Selecció de futbol de les Illes Balears\|{{#if:\|]] | Martí Crespí (a l'Elx CF)               |
| –– | DAV  | [[Fitxer:Flag of Argentina.svg\|23x15px\|border \|alt=Argentina\|link=Selecció de futbol de l'Argentina\|{{#if:\|]]                      | Óscar Trejo (a l'Elx CF)                |
| –– | DAV  | [[Fitxer:Flag of the Balearic Islands.svg\|23x15px\|border \|alt=Illes Balears\|link=Selecció de futbol de les Illes Balears\|{{#if:\|]] | Emilio Nsue (al Reial Societat)         |
| –– | MIG  | [[Fitxer:Flag of Andalucía.svg\|23x15px\|border \|alt=Andalusia\|link=Selecció de futbol d'Andalusia\|{{#if:\|]]                         | Juanmi Callejón (a l'Albacete Balompié) |
| –– | MIG  | [[Fitxer:Flag of the Canary Islands.svg\|23x15px\|border \|alt=Illes Canàries\|link=Selecció de futbol d'Illes Canàries\|{{#if:\|]]      | Javi Castellano (a l'Albacete Balompié) |
| –– | DAV  | [[Fitxer:Flag of Andalucía.svg\|23x15px\|border \|alt=Andalusia\|link=Selecció de futbol d'Andalusia\|{{#if:\|]]                         | Javi Guerra (al Llevant)                |
| –– | DEF  | [[Fitxer:Flag of the Balearic Islands.svg\|23x15px\|border \|alt=Illes Balears\|link=Selecció de futbol de les Illes Balears\|{{#if:\|]] | Pau Cendrós (al Llevant)                |